# Байрамовци
Байрамовци (на македонска литературна норма: Бајрамовци; на албански: Bajramoci) е село в Северна Македония, в Община Вапа (Център Жупа).

## География
Селото е разположено в областта Жупа в северозападните склонове на планината Стогово.

## История
В XIX век Байрамовци е помашко село в Дебърска каза на Османската империя. Според статистиката на Васил Кънчов („Македония. Етнография и статистика“) в 1900 Байрамовци има 80 жители българи мохамедани.
На Етнографската карта на Битолския вилает на Картографския институт в София от 1901 година Байрамовци е чисто албанско село в Дебърската каза на Дебърския санджак с 30 къщи.
В 1915 година, по време на Първата световна война, селото е анексирано от Царство България. Към 1 март 1916 година Байрамовци е част от Парешката община на българската Дебърска околия.
Според преброяването от 2002 година селото има 177 жители турци.